# السلوقية
السلوقية هي إحدى القرى المحتلة والمدمرة التابعة لمركز الخشنية التابع لمحافظة القنيطرة في  هضبة الجولان المحتل بجنوب غرب سوريا.